# Râul Șesu
Râul Șesu este un curs de apă, afluent al Pârâului de Câmpie. 

## Hărți
- Harta județului Mureș